# Marcin Puchała
Marcin Puchała (ur. 12 listopada 1976 r. w Zgierzu) – niezależny biskup katolicki, zwierzchnik Kościoła Chrześcijańskokatolickiego w Rzeczypospolitej Polskiej, Przełożony Generalny Bractwa Kapłańskiego św. Józefa. 

## Życiorys
Absolwent Liceum Ogólnokształcącego w Łodzi oraz Policealnego Studium Techniki Farmaceutycznej w Tomaszowie Mazowieckim. W latach 90 XX wieku alumn Wyższego Seminarium Duchownego Archidiecezji Łódzkiej.
W 2018 roku złożył śluby zakonne. Z błogosławieństwa abpa Stefana (Negrebetskiego), zwierzchnika Ukraińskiego Apostolskiego Kościoła Prawosławnego otrzymał święcenia diakonatu oraz prezbiteratu. 14 września 2019 roku, decyzją Soboru Biskupów Ukraińskiego Apostolskiego Kościoła Prawosławnego wybrany biskupem pomocniczym dla eparchii polskiej. Święcenia biskupie odbyły się w Kijowie, w Świątyni Katedralnej Objawienia Pańskiego. Konsekratorami nowo wybranego biskupa byli arcybiskup Stefan (Negrebetsky), biskup lwowski i galicyjski Konstantyn oraz biskup boryspolski Siergiej. W lipcu 2020 roku Ukraiński Apostolski Kościół Prawosławny zlikwidował eparchię polską, usuwając jej zwierzchnika i podległych mu duchownych ze struktur UAKP zaś biskup Puchała został mianowany egzarchą na Polskę. Po konsultacjach biskupa Puchały z Soborem Biskupów UAKP, na wniosek pierwszego, zaprzestano tworzenia niezależnych prawosławnych struktur w Polsce.
W wyniku likwidacji struktur UAKP w Polsce, biskup Puchała dokonał powrotu do katolicyzmu, organizując niezależną wspólnotę chrześcijańską z siedzibą główną w Szczycie, która finalnie w 2024 roku przyjęła nazwę Bractwa Kapłańskiego św. Józefa.